# Вантабран
Вантабран (фр. Ventabren) — коммуна на юго-востоке Франции в регионе Прованс — Альпы — Лазурный Берег, департамент Буш-дю-Рон, округ Экс-ан-Прованс, кантон Бер-л’Этан.
Площадь коммуны — 28,5 км², население — 4842 человека (2006) с тенденцией к стабилизации: 4646 человек (2012), плотность населения — 163,0 чел/км².

## Население
Население коммуны в 2011 году составляло 4598 человек, а в 2012 году — 4646 человек.
| 1962 | 1968 | 1975 | 1982 | 1990 | 1999 | 2005 | 2006 | 2010 | 2011 | 2012 |
| ---- | ---- | ---- | ---- | ---- | ---- | ---- | ---- | ---- | ---- | ---- |
| 603  | 934  | 1537 | 2717 | 3742 | 4549 | 4831 | 4842 | 4581 | 4598 | 4646 |

Динамика населения:

## Экономика
В 2010 году из 2976 человек трудоспособного возраста (от 15 до 64 лет) 2064 были экономически активными, 912 — неактивными (показатель активности 69,4 %, в 1999 году — 68,2 %). Из 2064 активных трудоспособных жителей работали 1890 человек (1003 мужчины и 887 женщин), 174 числились безработными (76 мужчин и 98 женщин). Среди 912 трудоспособных неактивных граждан 333 были учениками либо студентами, 320 — пенсионерами, а ещё 259 — были неактивны в силу других причин.
На протяжении 2010 года в коммуне числилось 1914 облагаемых налогом домохозяйств, в которых проживало 4527,0 человек. При этом медиана доходов составила 29 тысяч 683 евро на одного налогоплательщика.